# Nazim Sangaré
Nazim Sangaré (sinh ngày 30 tháng 5 năm 1994) là một cầu thủ bóng đá Đức thi đấu ở vị trí hậu vệ phải cho Antalyaspor.

## Cuộc sống cá nhân
Sangaré sinh ra ở Đức có bố là người Guinée và mẹ là người Thổ Nhĩ Kỳ.